# Eerste Wereldoorlog in Japan
Japan zou via Groot-Brittannië worden betrokken in de Eerste Wereldoorlog. Als eerste worden voorafgaande oorlogen kort behandeld.

## Eerste Chinees-Japanse Oorlog (1894-1895)
In Oost-Azië heerste een expansiedrang, niet alleen van westerse mogendheden, maar ook van de opkomende mogendheid Japan, dat zich sinds de aanvang van de Meijiperiode in 1868 succesvol aan het moderniseren was. Japan had zijn zinnen gezet op de minder ontwikkelde landen van Oost-Azië. Korea, dat toen een vazalstaat van China was, werd door Japan als een begerenswaardig object gezien, evenals gebieden in Noordoost-China. Dit leidde tot de Eerste Chinees-Japanse Oorlog. Japan versloeg China en in het verdrag van Shimonoseki (1895) werd de Koreaanse onafhankelijkheid afgedwongen en kreeg Japan Formosa (huidige Taiwan) en de Pescadores toegewezen. Japan pachtte ook enkele gebieden op het Liaodong schiereiland.

## Verdrag met Groot-Brittannië (1902)
Japan en Groot-Brittannië sluiten een alliantieverdrag. Groot-Brittannië had belang bij het afremmen van de Russische expansie.

## Russisch-Japanse Oorlog (1904-1905)
Mantsjoerije en Korea waren kritieke punten die voor spanning zorgden tussen Rusland en Japan. De Japanners openden de aanval op de Russische vloot in Port Arthur, naar aanleiding van de Russische expansie in de beide gebieden: het begin van de Russisch-Japanse Oorlog. Na 18 maanden strijd was Rusland door admiraal Togo in Port Arthur, Mukden en Tsushima verslagen. Bij het vredesverdrag van Portsmouth (1905) kreeg Japan vrijheid van handelen in Mantsjoerije en in Korea, dat in 1907 een protectoraat werd en in 1910 door het Japanse keizerrijk werd geannexeerd. Ook moest Rusland het schiereiland Liaodong afstaan.

## Eerste Wereldoorlog

### Deelname
In 1914 brak in Europa de Eerste Wereldoorlog uit. Er vormden zich 2 groepen: de Triple Alliantie (Duitsland, Oostenrijk-Hongarije en Italië) en de Triple Entente (Rusland, Frankrijk en Groot-Brittannië). Later liep Italië over naar de Triple Entente en het Ottomaanse Rijk en Bulgarije voegden zich bij de Triple Alliantie. Op basis van de Brits-Japanse Alliantie (日英同盟 Nichiei domei) besloot Engeland Japan mee in de oorlog te betrekken. Japan werd gevraagd om de Britse vloot te beschermen tegen Duitse aanvallen in de Aziatische zeeën. Dit was voor Japan eigenlijk hét perfecte excuus om zich in de oorlog te werpen. De Genro (de voornaamste politici uit de Meiji-restauratie, die nu een club van wijzen vormden) zagen hier ook de kans om de ietwat bekoelde relatie met de V.S. en Engeland te verbeteren.
Japan greep de kans om zijn invloed op het vasteland uit te breiden, door kolonies van Duitsland in China binnen te vallen.

#### Tsingtao (heden Qingdao)

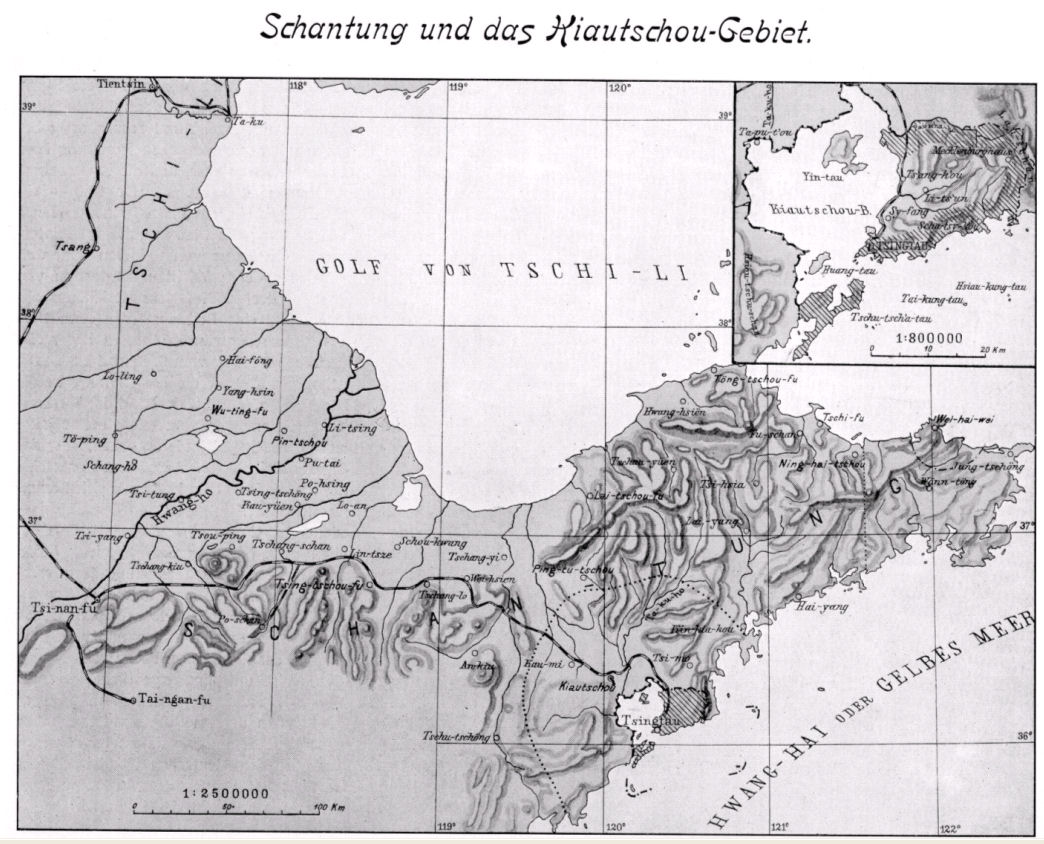
Shandong en Tsingtao gebied

In een ultimatum, opgesteld door Okuma Shigenobu (de eerste minister) op 15 augustus 1914, eiste Japan van Duitsland dat ze onmiddellijk uit Japanse en Chinese wateren terugtrekken. Alle oorlogsschepen en soldaten moesten dus vertrekken, en indien dit niet kon, moesten zij ontwapenen. Ook werd geëist dat ze alle kolonies die ze nu in handen hadden, teruggaven aan de landen waartoe ze behoorden. Dit moest gebeuren vóór 15 september 1914. Op 23 augustus kreeg de Japanse overheid bericht dat China niet akkoord ging met bovenvermelde eisen. En dus verklaarde Japan de oorlog aan Duitsland door de provincie Shandong binnen te vallen. Ook vielen ze de Carolinen, de Marshalleilanden en de Duitse Marianen binnen. Deze waren namelijk Duitse koloniën. Tsingtao werd binnengevallen na protest van de Chinese bevolking op de steeds meer duidelijke Japanse controle over Shandong.
Kato, Minister voor Buitenlandse Zaken, gaf enkele redenen waarom zij onder andere Tsingtao binnenvielen. Een hiervan was, dat onder andere de vrede en handel in het Verre Oosten gegarandeerd moesten blijven.
["… Germany's possession of a base for powerful activities in one corner of the Far East was not only a serieus obstacle to the maintenance of permanent peace but also threatened the immediate interests of the Japanese Empire. …"]
Op 8 november 1914, één dag nadat Tsingtao in handen was van de Japanners, schreef 'rear-admiral' Schlieper een commentaar, die in een Duitse krant verscheen. Hierin treurde hij om het verlies van Tsingtao en de andere koloniën en bespuwde het de Japanners en Groot-Brittannië.
["…A sudden pang may flash through us when we view so much German blood spilled, but at the same moment our hearts should beat in fervent gratitude for our heroes of Tsingtao. ... Do not forget November 7, 1914: do not forget to pay back those yellow Asiatics, who had learned so much from us, for the great wrong they have done to us, stirred up though they were by the petty English mercenary spirit! …"]
Oostenrijk-Hongarije, lid van de Triple Alliantie, had het minste interesse in het Verre Oosten. Het liet merken dat het geen complicaties wou veroorzaken. Het trok uiteindelijk zijn oorlogsschip "Kaiserin Elizabeth" terug en liet het in Shanghai ontwapenen.

#### De 21 Eisen aan China
Japan beloofde dat het de veroverde gebieden zou teruggeven aan China, indien Duitsland zich zou terugtrekken. Dit werd wel gekoppeld aan de 'Eenentwintig Eisen'. Zo werd Japan in één klap veel sterker. Zij hadden namelijk een zeer grote macht nu over China, dat bijna een protectoraat werd.
In China was er ondertussen van alles gebeurd:
- In 1911 was er de Xinhai-revolutie geweest, onder leiding van Sun Yat Sen, die tegen de corruptie en onmacht van de Qing-dynastie en tegen het imperialisme van de grootmachten gekant was.
- In 1912 was de Republiek afgekondigd. De Japanse Genro vonden dit gevaarlijk voor het eigen Japanse (monarchistische) model en voor hun belangen in Mongolië. Ze steunden dus Mongoolse vrijheidsbewegingen en lokten opstanden uit. De Republiek overleefde dit. Ook werd een geheim verdrag met Rusland gesmeed om Mongolië te verdelen.
- In 1913 werd in China een Japanner gedood, tijdens relletjes onder impuls van de Guomindang. De Japanse militairen gebruikten dit als aanleiding voor propaganda en bezetten Qingdao. (zie Tsingtao).

De Chinezen vonden dit niet toelaatbaar en eiste dat Japan zich zou terugtrekken. En toen stuurde Kato, de minister van buitenlandse zaken, zijn 21 Eisen.
De eisen werden op 18 januari 1915 voorgesteld aan China. Ze werden op 25 mei aanvaard door China.

##### 5 categorieën eisen
De eisen kunnen ingedeeld worden in 5 categorieën:
1. Overdracht van de Duitse rechten in Shandong aan Japan "om de algemene vrede in het Verre Oosten en de vriendschapsrelaties tussen de twee landen te behouden".
Hierin zit onder andere de toestemming van China aan Japan om een spoorlijn te bouwen; dat China geen enkel stuk land aan een andere mogendheid zal geven, onder gelijk welke omstandigheden dan ook.
2. De erkenning dat Japan altijd al een bijzondere positie gehad heeft in Mantsjoerije en Centraal-Mongolië.
Hierin zit onder andere een 99-verlenging van het pachten van Dairen en Port Arthur. En het gebruik van de Zuid-Mantsjoerije spoorweg. Ook mogen Japanse producten Mongolië en Mantsjoerije binnen, voor gelijk welke doeleinden, zijnde commercieel, industrieel of landbouwkundig. Ook mogen de Japanners gebruikmaken van de (kool)mijnen.
3. De relaties tussen Japanse kapitalisten en de Han-Yeh-Ping Company.
Hierin zit onder andere dat er een soort staatsholding gevormd wordt tussen Japan en China, door middel van deze Company.
4. China zal geen kustplaatsen, havens of eilanden 'uitlenen' aan andere mogendheden dan Japan.
5. Het aanstellen van Japanse politieke, financiële en militaire adviseurs.
Hierin zit onder andere ook nog de toestemming tot het hebben van 'eigen land' in China voor Japanse ziekenhuizen, tempels en scholen.

China wilde de Eisen eerst niet ondertekenen:
Japan stelde voor om Kiaochow terug te schenken aan de Chinese overheid, onder eerlijke voorwaarden. China stuurde op 1 mei een bericht naar Japan dat ze de Eisen niet zouden ondertekenen, en dat ze ook Kiaochow niet wilden terugnemen. Dit was geheel tegen de verwachtingen van de Japanners in. Zij vonden namelijk dat zij een vrij faire en vreedzame toegeving hadden gedaan.
Kiaochow was een commercieel en militair belangrijke plaats, die Japan in feite niet eens hoefde terug af te geven, maar ze stelden het toch voor. Japan had hier vele verliezen geleden, maar om de vrede tussen de twee landen te bewaren, wilden ze dit stuk land best weer afstaan. China geloofde echter niets van deze goede bedoelingen en weigerde. Ze wilden dat Kiaochow geheel terug in orde werd gebracht door de Japanners. Zij hadden immers vele verliezen en schade berokkend aan de Chinese bevolking. De Chinezen ging verder, en eisten nog meer dingen. Ze wilden ook Mantsjoerije en Centraal-Mongolië terug. Hiervan wilden ze niet afwijken. Japan besefte dat er geen kans was tot verdere onderhandelingen met China.
Zij lieten de 5de categorie eisen vallen en besloten die later de bespreken met China. Japan hoopte dat China nu wel zou toestemmen in het ondertekenen van de 21 Eisen en stelde 9 mei voorop als laatste dag tot het tekenen van de Eisen. Indien dit tegen dan niet gebeurd was, zou Japan stappen ondernemen tegen China.
Japan stuurde een ultimatum met wijzigingen in de 21 Eisen, met de hoop op positieve reactie.
Uiteindelijk kwam vanuit China op 9 mei dan toch een positief antwoord, en dus werd besloten om de 21 Eisen te ondertekenen. Sinds die dag staat 9 mei gekenmerkt als "dag van de nationale schande" voor China.

### De Ishii-Lansing Overeenkomst
De relatie tussen China en Japan verbeterde er niet op, en er ontstonden anti-Japanse groeperingen in China. Ook in de Verenigde Staten was een groot deel van de bevolking wantrouwig tegenover de Japanse heerschappij in het Verre Oosten en de Stille Oceaan. Amerika vreesde dat Japan hét goede moment afwachtte om de Filipijnen en Hawaï en zelfs stukken van het Amerikaanse vasteland in te palmen. Ze duidden daarbij de vele Japanse kenmerken aan in Hawaï, die zij als bedreiging ervoeren. Zo hoorden ze ook geruchten over een Japanse inval in Mexico en Centraal- en Zuid- Amerika. Daarbij kwam nog eens dat de Japanse vloot in de Stille Oceaan groeide, en de Amerikaanse verkleinde.
Tussen Japan en Amerika waren er ook meningsverschillen over China, en dus werd beslist om de Japanse topdiplomaat Ishii naar Amerika te sturen, als speciale gezant, om er met Staatssecretaris Lansing over het Chinese probleem te onderhandelen. Dit gebeurde in de zomer en herfst van 1917.
De Verenigde Staten merkten op dat ["territoriale aanverwantschap speciale relaties tussen landen creëert… en dat Japan inderdaad speciale interesses heeft in China, vooral in dat stuk land dat aangrenzend is."]
Er werd een overeenkomst opgesteld, die Japan tekende om haar goede trouw te bevestigen.
De hoofdpunten van deze overeenkomsten waren:
- Erkenning van Japans "natuurlijke" rechten in Chinese gebieden "dicht" bij Japan.
- Erkenning van de Chinese soevereiniteit en de belofte het land niet binnen te vallen.
- Nastreven van een opendeurpolitiek in China (waarbij iedereen gelijke kansen heeft) en het erkennen van het recht op handel voor iedereen.

### Rijstrellen
Tijdens de Eerste Wereldoorlog bloeide de economie in Japan enorm. Ze piekte enorm, maar viel dan hard uiteen met onder andere de rijstrellen in augustus en september 1918. Door de stijging van de wereldprijzen, stegen echter de prijzen van rijst. Dit leidde tot grote onvrede onder de bevolking, die lagere prijzen eiste. De onvrede ontaardde in een groot aantal opstanden. Uit deze opstanden blijkt dat de kloof tussen de bloei van de industrie en de benarde sociale omstandigheden groot is. Ook maakten ze duidelijk dat massabewegingen veel kunnen teweegbrengen. Ze lagen ook aan de basis van het ontstaan van politiek actieve sociale bewegingen.

## Na de Eerste Wereldoorlog

### Verdrag van Versailles
Het uiteindelijke Verdrag van Versailles werd opgesteld op 28 juni 1919 en geratificeerd door de Volkenbond op 10 januari 1920.
Voor Japan betekende het Verdrag van Versailles dat het eindelijk erkend werd als wereldmacht. Samen met de Verenigde Staten, Groot-Brittannië, Frankrijk en Italië behoorde Japan tot de "bestuurders" van het Verdrag. Japans gezanten waren Saionji Kinmochi en Makino Nobuaki. In dit verdrag werden alle Duitse overzeese gebieden en protectoraten afgenomen.
Japan wilde vooral zijn invloed in het Verre Oosten zien te behouden. Dit gebeurde doordat Japan de voormalige Duitse rechten in Shandong en de voormalige Duitse eilanden in de Stille Oceaan ten noorden van de evenaar als mandaatgebieden kreeg onder toezicht van de Volkenbond. Deze eilandjes waren de Duitse Marianen, de Carolinen en de Marshalleilanden.
De 21 Eisen aan China bleven onaangeroerd, al had China wel gevraagd om ze te herzien. Wel beloofde Japan de soevereiniteit over de provincie Shandong aan China terug te geven; er werd geen datum afgesproken. Als gevolg hiervan braken onder studenten en arbeiders rellen uit op 4 mei 1919, die de 4 Mei beweging genoemd zou worden.
Ook in Korea braken onlusten uit omdat de Koreanen zelfbeschikkingsrecht eisten. Er vielen vele doden, gewonden en er werden ook vele mensen gevangengenomen.
Met het Verdrag van Versailles accepteerde Japan ook de "open-deur"-politiek van China, waardoor alle landen gelijke kansen kregen in China.

### De Volkenbond
In 1920 werd op voorstel van de toenmalige president van de Verenigde Staten, Woodrow Wilson, de Volkenbond opgericht. Tijdens de besprekingen in Versailles werd besloten dat Japan een van de permanente leden van deze Volkenbond zou worden.
De Volkenbond was de eerste organisatie die werd opgericht met als doel de vrede te handhaven en te bevorderen. De doelstellingen waren:
- Streven naar ontwapening door lidstaten;
- Vastleggen en respecteren van elkaars territorium;
- Aanvaarden van de status-quo en het oplossen van geschillen met vredelievende middelen;

Japan wilde dat rassengelijkheid in het handvest van de Volkenbond opgenomen zou worden. Dit gebeurde niet, omdat de Verenigde Staten en Groot-Brittannië hier tegen waren. Dit was een grote morele tegenslag voor de Japanners.
Japan werd een van de permanente leden van de Volkenbond maar omdat het Amerikaans Congres het Verdrag van Versailles niet had geratificeerd trad het land niet toe tot de bond en in de praktijk was het dagelijkse bestuur vooral in handen van de Britten en Fransen. Uiteindelijk bleek de organisatie in de aanloop naar de Tweede Wereldoorlog steeds minder bij machte om de doelstellingen te verwezenlijken. Toen Japan in 1931 Mantsjoerije binnenviel en de andere permanente leden Japan hiervoor wilden veroordelen stapte het land zelfs uit de Volkenbond.

### Conferentie van Washington
De Conferentie van Washington duurde van 1921 tot 1922. Ze werd georganiseerd door de Amerikaanse overheid. De voorzitter was de Amerikaanse president Harding.
Kato Tomosaburo, de minister van Marine, leidde de Japanse delegatie.
De drie hoofddoelen van de Conferentie van Washington waren:
- de toename van schepen in de Stille Oceaan te verminderen;
- het Engels-Japans Verdrag van 1902 te vernietigen;
- enige vorm van stabiliteit in China te krijgen.

Het Conferentie zorgde ervoor dat Japan
- geen militaire acties meer mocht leveren op het Aziatische grondgebied;
- de vrede in de Stille Zuidzee moest respecteren;
- de soevereiniteit van China moest erkennen.

Op deze manier verloor Japan al haar exclusieve rechten op het vasteland.
Op deze Conferentie werd ook de tonnenmaat voor oorlogsschepen vastgelegd. Die verhouding was: 5 voor zowel Groot-Brittannië als de Verenigde Staten, 3 voor Japan, en 1.67 voor zowel Frankrijk en Italië.
Japan kreeg in deze verhouding maar 3 toegekend, omdat vanuit het standpunt dat Japan maar één oceaan te verdedigen had, werd uitgegaan.
Kato Tomosaburo was het hier niet mee eens, maar moest hiermee instemmen, omdat een oorlog tegen de Verenigde Staten toch onmogelijk was. Ook moest hij hiermee instemmen, om Japan niet in een isolement te drijven.
Uit deze Conferentie kwamen nog 2 andere verdragen voort:

#### Het Vier-Staten Verdrag
De leden hiervan waren Japan, Groot-Brittannië, de Verenigde Staten en Frankrijk.
Hierin werd vastgelegd dat deze vier landen elkaars rechten in de Stille Oceaan zouden eerbiedigen, en dat ze een eventueel conflict vreedzaam zouden op lossen. Dit door middel van een conferentie waarbij de 4 ondertekenaars aanwezig zouden zijn.
Dit Verdrag betekende ook het einde van de Brits-Japanse Alliantie.

#### Het Pact der Negen Landen
De leden hiervan waren: Japan, Groot-Brittannië, de Verenigde Staten, Frankrijk, Italië, België, Nederland, Portugal en China.
Dit Pact hield zich bezig met het China-beleid.
In dit Pact werden ook verschillende dingen besproken:
- Het bevestigde de open-deur politiek van China, waarbij ieder land in China gelijke kansen moet krijgen;
- China zou in oorlogstijd neutraal zijn;
- Het Chinese grondgebied moest erkend worden.

China aanvaardde deze punten. En doordat China deze punten aanvaardde, kwam de Ishii-Lansing Overeenkomst te vervallen. Deze Overeenkomst werd in punt 2.2 besproken.
Op dat moment schonk Japan de soevereiniteit aan Shandong terug.

### Boeken
- Cullen, L.M. A History of Japan, 1582 - 1941: Internal and External Worlds. Cambridge: University Press, 2003 (2003). pp. 239–251
- Esmein, Jean en François Macé (e.a.). Histoire du Japon: Histoire des Nations. Lyon: Horvath, 1988. pp. 465–475
- Nakamura, Takafusa. A History of Shōwa Japan, 1926-1989. Tokyo: University of Tokyo Press, 1998 (1993). pp. 1–29
- Scott Latourette, Kenneth. The History of Japan. New York: The Macmillian Company, 1947. pp. 151–183

### Cursussen
- Vande Walle, Willy en Hans Coppens. Geschiedenis van het Moderne Japan Versie 2.2. Cursus gedoceerd in het kader van het vak 'Moderne Geschiedenis van Japan'. K.U.Leuven. Faculteit Letteren, Departement Oosterse en Slavische Studies, Afdeling Japanologie. 2003. pp. 134–143

### Internet
- Dolan, Ronald E. en Robert L. Worden, edd. Japan: A Country Study. Washington: GPO for the Library of Congress, 1994. World War I <https://countrystudies.us/japan/29.htm>
- Duffy, Michael. "The Twenty-One Demands". First World War. 29-09-2002. <https://www.firstworldwar.com/atoz/21demands.htm>. (31-10-2005).
- Duffy, Michael. "'21 Demands' Made by Japan to China, 18 January 1915". First World War. 29-09-2002. <https://www.firstworldwar.com/atoz/21demands.htm>. (31-10-2005).
- Duffy, Michael. "Baron Kato on Japan's Decision to go to War with Germany, 15 August 1914". First World War. 26-08-2003. <https://www.firstworldwar.com/source/tsingtau_kato.htm>. (29-10-2005).
- Duffy, Michael. "Count Okuma on the Japanese Capture of Tsingtao, 15 August 1914". First World War. 16-08-2003. <https://www.firstworldwar.com/source/tsingtau_okuma.htm>. (29-10-2005).
- Duffy, Michael. "The Siege of Tsingtau, 1914". First World War. 26-08-2003. <https://www.firstworldwar.com/battles/tsingtao.htm>. (29-10-2005).
- Duffy, Michael. "German Reaction to the Japanese Capture of Tsingtao, 8 November 1914". First World War. 16-08-2003. <https://www.firstworldwar.com/source/tsingtau_schlieper.htm>. (29-10-2005).
- Vermeer, Wilko. "Japan, de politieke situatie tot 1941". TracesOfWar. 10-12-2004. <https://www.tracesofwar.nl/articles/543>. (31-10-2005).